# Пересторонін Василь Петрович
Василь Петрович Пересторонін (1905, село Куніченки Кунгурського повіту Пермської губернії, тепер Пермського краю, Російська Федерація — 1967, місто Чернівці) — радянський державний діяч, в.о. 1-го секретаря Ярославського обласного комітету ВКП(б).

## Життєпис
Народився в родині селянина-бідняка. У 1918 році закінчив двокласне училище в селі Загор'я В'ятського повіту. З серпня 1919 до червня 1923 року — учень-слюсар чотирирічного ремісничого технічного училища в місті В'ятці. У 1922 році вступив до комсомолу.
У червні 1923 — травні 1924 року — слюсар-практикант заводу міста Надєждинська Уральської області.
У травні — листопаді 1924 року — секретар Загорського волосного комітету комсомолу.
У листопаді 1924 — березні 1925 року — курсант В'ятських губернських курсів партійних працівників.
У березні 1925 — травні 1926 року — керівник політпросвітвідділу В'ятського повітового комітету ВЛКСМ.
Член РКП(б) з квітня 1925 року.
У травні — вересні 1926 року — секретар В'ятського повітового комітету ВЛКСМ.
У вересні 1926 — травні 1928 року — заступник завідувача організаційного відділу В'ятського губернського комітету ВЛКСМ.
У травні — листопаді 1928 року — завідувач агітаційно-пропагандистського відділу В'ятського губернського комітету ВЛКСМ.
У листопаді 1928 — червні 1929 року — завідувач агітаційно-пропагандистського відділу і заступник відповідального секретаря В'ятського повітового комітету ВКП(б).
У червні 1929 — липні 1930 року — помічник секретаря Нижньогородського крайового комітету ВКП(б).
З липня 1930 до січня 1932 року — слухач підготовчого відділення Інституту червоної професури.
У січні 1932 — березні 1934 року — завідувач агітаційно-масового відділу Горьковського міського комітету ВКП(б).
У березні — листопаді 1934 року — інструктор із важкої промисловості Горьковського міського комітету ВКП(б).
У листопаді 1934 — березні 1935 року — заступник 1-го секретаря Свердловського районного комітету ВКП(б) міста Горького.
У квітні 1935 — серпні 1937 року — 1-й секретар Ворошиловського районного комітету ВКП(б) міста Горького.
У серпні — вересні 1937 року — 3-й секретар Горьковського міського комітету ВКП(б).
У вересні 1937 — січні 1938 року — 3-й секретар Горьковського обласного комітету ВКП(б).
У січні — лютому 1938 року — заступник завідувача відділу культурно-просвітницької роботи ЦК ВКП(б) у Москві.
5 лютого — 22 травня 1938 року — в.о. 1-го секретаря Ярославського обласного комітету ВКП(б). Одночасно — в.о. 1-го секретаря Ярославського міського комітету ВКП(б).
З червня до липня 1938 року — в резерві ЦК ВКП(б) у Москві. З липня до вересня 1938 року — в резерві Горьковського обласного комітету ВКП(б).
У вересні 1938 — травні 1941 року — директор Горьковського механічного заводу «Труд».
У травні — вересні 1941 року — начальник Горьковського міського управління місцевої промисловості.
У вересні 1941 — вересні 1944 року — завідувач Горьковського обласного управління місцевої промисловості.
У вересні 1944 — липні 1945 року — заступник голови виконавчого комітету Горьковської обласної ради депутатів трудящих.
У серпні 1945 — липні 1946 року — заступник голови Чернівецької обласної спілки споживчих товариств.
У липні 1946 — 3 січня 1953 року — 1-й заступник голови виконавчого комітету Чернівецької обласної ради депутатів трудящих.
У березні 1953 — березні 1954 року — директор Чернівецького заводу «Емальпосуд».
У березні 1954 — березні 1956 року — уповноважений Міністерства заготівель СРСР по Чернівецькій області.
Потім — на пенсії в Чернівцях. Помер у 1967 році в місті Чернівцях.